# Dejan Ognjanović
Dejan Ognjanović (in serbo Дејан Огњановић?; Cattaro, 21 giugno 1978) è un ex calciatore montenegrino, di ruolo difensore.

## Palmarès

### Club

#### Competizioni nazionali
- Campionato serbomontenegrino: 3

Partizan: 2001-2002, 2002-2003, 2004-2005